# Valea Sânmărtinului
Valea Sânmărtinului – wieś w Rumunii, w okręgu Marusza, w gminie Râciu. W 2011 roku liczyła 154 mieszkańców.